# Weiher (Kulmbach)
Weiher (oberfränkisch: Waije) ist ein Gemeindeteil der Großen Kreisstadt Kulmbach im Landkreis Kulmbach (Oberfranken, Bayern). Weiher liegt in der Gemarkung Mangersreuth.

## Geografie
Das ehemalige Dorf bildet eine geschlossene Siedlung mit Kulmbach im Norden und Herlas im Süden. Sie befindet sich am Fuße des Rehberges (494 m ü. NHN, 1,2 km nordöstlich).

## Geschichte
1323 wurde ein Landknecht „de Wiger“ urkundlich erwähnt, was zugleich die erste urkundliche Erwähnung des Ortes ist. 1398 wurde der Ort im Landbuch des burggräflichen Amtes Plassenburg als „Weyer“ aufgelistet. Schon die ursprüngliche Form bedeutete Weiher; die Ersetzung des h durch g,y oder j war durchaus üblich und spiegelt sich auch in der mundartlichen Aussprache wider.
Gegen Ende des 18. Jahrhunderts gab es in Weiher 21 Anwesen. Das bayreuthische Stadtvogteiamt Kulmbach übte das Hochgericht und die Dorf- und Gemeindeherrschaft aus. Grundherren waren das Kastenamt Kulmbach (2 Tropfgütlein, 2 Tropfhäuser, 1 Tropfhäuslein), der markgräfliche Lehenhof Bayreuth (1 Halbhof, 1 Gut, 10 Gütlein, 2 Söldengütlein) und das Rittergut Weiher (2 Söldengütlein).
Von 1797 bis 1810 unterstand der Ort dem Justiz- und Kammeramt Kulmbach. Mit dem Gemeindeedikt wurde Kessel dem 1811 gebildeten Steuerdistrikt Melkendorf zugewiesen. 1812 erfolgte die Überweisung an den Steuerdistrikt Mangersreuth und der neu gebildeten gleichnamigen Ruralgemeinde. Am 1. April 1946 wurde Weiher nach Kulmbach eingegliedert.

### Ehemaliges Baudenkmal
- Fröbelstraße 3: Privathaus. Ehemals Edelsitz der Herren von Weiher. Zweigeschossig, auf Anhöhe; innen am Nordgiebel Bauinschrift auf Putzfeld, von 1662. An der Südseite Gesimsrest, gekehltes Fenstergewände. In Erdgeschossräumen Tonnen mit Stichkappen.[10]

### Einwohnerentwicklung
| Jahr      | 001809 | 001818 | 001861 | 001871 | 001885 | 001900 | 001925 | 001950 | 001961 | 001970 | 001987 |
| Einwohner | 183    | 138    | 206    | 271    | 371    | 568    | 757    | 1034   | 831    | 107    | *      |
| Häuser    |        | 21     |        |        | 35     | 52     | 76     | 114    | 130    |        | *      |
| Quelle    | [ 12 ] | [ 7 ]  | [ 13 ] | [ 14 ] | [ 15 ] | [ 16 ] | [ 17 ] | [ 18 ] | [ 19 ] | [ 20 ] | [ 21 ] |

## Religion
Weiher ist seit der Reformation evangelisch-lutherisch geprägt und nach Unsere Liebe Frau (Mangersreuth) gepfarrt.